# Ptičie
Ptičie es un municipio del distrito de Humenné en la región de Prešov, Eslovaquia, con una población estimada a final del año 2024 de 640 habitantes.
Se encuentra ubicado al sureste de la región, cerca de los ríos Cirocha y Laborec (cuenca hidrográfica del río Tisza) y de la frontera con la región de Košice.
Es el lugar de nacimiento de Theresa Garth, madre de Paul Newman.

## Demografía
| Año        | 1994 | 2004    | 2014    | 2024    |
| ---------- | ---- | ------- | ------- | ------- |
| Población  | 613  | 621     | 654     | 640     |
| Diferencia |      | +1,30 % | +5,31 % | −2,14 % |

| Año        | 2023 | 2024    |
| ---------- | ---- | ------- |
| Población  | 635  | 640     |
| Diferencia |      | +0,78 % |